# Wacław Banaszkiewicz
Wacław Banaszkiewicz (ur. 15 września 1872 w Krasnymstawie, zm. 18 stycznia 1931) – tytularny pułkownik piechoty Wojska Polskiego.

## Życiorys
Wacław Banaszkiewicz był synem Józefa i Petronelli z domu Seroczyńska. W Zamościu ukończył progimnazjum, a w 1893 szkołę junkierską w Odessie. W 1909 w Brześciu Litewskim na kursie strzelniczym dla kapitanów uzupełnił kwalifikacje wojskowe.
Od 22 stycznia 1890 jako ochotnik służył w armii rosyjskiej. Służbę rozpoczął od 67 Tarutyńskiego pułku piechoty, w którym później doszedł do stanowiska zastępcy dowódcy pułku. Od 1 sierpnia 1914 do 8 lutego 1915 przebywał na froncie, gdzie został ranny. Po kuracji od 10 sierpnia 1915 do 31 sierpnia 1917 skierowany do pracy sztabowej, a następnie od 8 września 1917 do 1 stycznia 1918 powrócił na front. Dłuższy czas przebywał w rodzinnym Krasnymstawie.
10 maja 1919 zgłosił się do Wojska Polskiego i został przydzielony do Stacji Zbornej Oficerów Rezerwy w Lublinie. Od 13 maja pełnił obowiązki komendanta placu w Lublinie, a od 23 maja do 14 czerwca 1919 dowódcy baonu w 10 pułku piechoty w Lubaczowie. 21 czerwca 1919 został formalnie przyjęty do Wojska Polskiego z warunkowym zatwierdzeniem posiadanego stopnia podpułkownika piechoty i z dniem 28 maja 1919 przydzielony do 10 pułku piechoty. Po powrocie 10 pp na front pod Tarnopolem, dowodził w nim I baonem, a podczas podporządkowania 10 pułku piechoty pułkownikowi Władysławowi Sikorskiemu od 23 czerwca do 22 lipca 1919 dowodził nim będąc zastępcą dowódcy pułku. Walcząc na froncie wołyńskim w ramach 4 Dywizji Piechoty generała Franciszka Aleksandrowicza od 22 lipca do 14 września 1919 dowodził powtórnie w pułku I baonem. Zastępował dowódcę 14 pułku piechoty od 14 września do 4 października 1919. Od 24 stycznia 1920 pełnił obowiązki naczelnika w głównych składach amunicji pod Dęblinem. 7 lutego 1920 został przeniesiony na stanowisko kierownika Urzędu Opieki nad Grobami Wojennymi przy Dowództwie Okręgu Generalnego Lublin. 18 stycznia 1921 został zwolniony z czynnej służby wojskowej i zaliczony do Rezerwy armii. Z dniem 1 maja 1921 został przeniesiony w stan spoczynku z prawem noszenia munduru.
Przebieg służby ppłk. Banaszkiewicza w Wojsku Polskim ujawnił, że brakuje mu kwalifikacji wojskowych i obywatelskich. Jeszcze w armii rosyjskiej, choć wyniósł ogólną opinię dobrą to formułowano zastrzeżenia, że na stanowisku dowódcy baonu można ocenić go ledwie na ocenę dostateczną, gdyż wykazuje mało energii, a na dowódcę pułku się nie nadaje. W WP zyskiwał wyłącznie noty niedostatecznie, podważano nawet jego znajomość języka polskiego i słabe uświadomienie narodowe, skłonności do alkoholu oraz lenistwo, brak inicjatywy i energii oraz gorszące oddziaływanie na otoczenia. Z linii odesłano go z opinią: „do żadnej pracy w armii polskiej nie nadaje się z powodu braku jakichkolwiek walorów moralnych”. Tak ocenili go byli generałowie: Jastrzębski, Krajowski i Aleksandrowicz. Sąd Honorowy dla Oficerów Sztabowych przy Dowództwie Okręgu Korpusu Nr II orzeczeniem z 18 września 1923 osądził żeby został wykluczony z korpusu oficerskiego, co skutkowało pozbawieniem go prawa noszenia munduru, w konsekwencji wywołania w dniu 7 maja 1921 gorszącego zajścia pod wpływem alkoholu w miejscu publicznym.
26 października 1923 Prezydent RP Stanisław Wojciechowski zatwierdził go w stopniu tytularnego pułkownika. Mieszkał w Lublinie.
Wacław Banaszkiewicz był żonaty. Miał czworo dzieci. Zmarł 18 stycznia 1931.

## Awanse
- podporucznik – 27 września 1894
- porucznik – 1 maja 1899
- podkapitan – 1 maja 1903
- kapitan – 8 czerwca 1911
- podpułkownik – 14 października 1917

## Ordery i odznaczenia
- Order Świętego Stanisława – 2 stopnia (z mieczami)
- Order Świętego Stanisława – 3 stopnia
- Order Świętej Anny – 3 stopnia
- Order Świętej Anny – 4 stopnia  „za waleczność”